# Teodoro Sinadeno

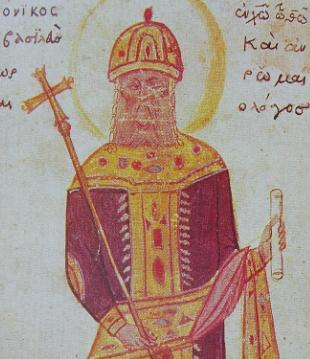
Miniatura de r.

Teodoro Comneno Ducas Paleólogo Sinadeno (em grego: Θεόδωρος Κομνηνός Δούκας Παλαιολόγος Συναδηνός, Theódoros Komnenós Doúkas Synadenós Palaiologós; ca. 1277 - ca. 1346), em geral simplesmente Teodoro Sinadeno, foi um magnata bizantino, oficial sênior e líder militar do começo do século XIV, que desempenhou um importante papel nas guerras civis do período. O herdeiro duma linhagem nobre tornou-se um dos primeiros e mais importantes apoiantes do reinado de Andrônico III (r. 1328–1341) em sua luta contra seu avô Andrônico II Paleólogo (r. 1272–1328).
Manteve vários governos provinciais durante o reinado de Andrônico III, incluindo Epiro e Salonica. Após a eclosão da guerra civil de 1341-1347, tentou render Salonica para seu antigo amigo João Cantacuzeno, mas foi removido da cidade pelos zelotes. Forçado a juntar-se aos inimigos de João Cantacuzeno, foi inicialmente honrado com o alto posto de protovestiário, mas logo foi colocado em prisão domiciliar em Constantinopla, onde morreu na pobreza em 1345 ou 1346.

## Biografia

### Sob AndrônicoIII
Pouco se sabe do começo da vida de Sinadeno: nasceu ca. 1277, aparentemente em Bizie na costa trácia do mar Negro, onde tinha uma residência palacial, extensas propriedades e muitos amigos e parentes. Ele entrou no registro histórico em 1321, quando manteve o modesto título de doméstico da mesa (domestikos tes trapezes), e é registrado como um amigo próximo de seu primo, o imperador júnior Miguel IX Paleólogo (r. 1294–1320). Depois da morte dele, Sinadeno tornou-se um dos primeiros e mais importantes conselheiros do filho de Miguel IX, Andrônico III Paleólogo (r. 1328–1341). Com a morte de seu pai, Andrônico havia sido deserdado pelo antigo imperador, Andrônico II Paleólogo (r. 1282–1328). Ao lado dos companheiros aristocratas João Cantacuzeno e Sirgianes Paleólogo, Teodoro formou o importante "triunvirato" dos apoiantes do jovem Andrônico, para qual o "homem novo" Aleixo Apocauco uniu-se como um membro júnior. O antigo imperador, desconfiado da lealdade de Teodoro, nomeou-o governador de Prilepo, na fronteira com a Sérvia. Em vez de partir para sua atribuição, na noite de Páscoa (19-20 de abril de 1321), fugiu de Constantinopla ao lado de Andrônico III e Cantacuzeno para começar uma revolta armada contra Andrônico II.

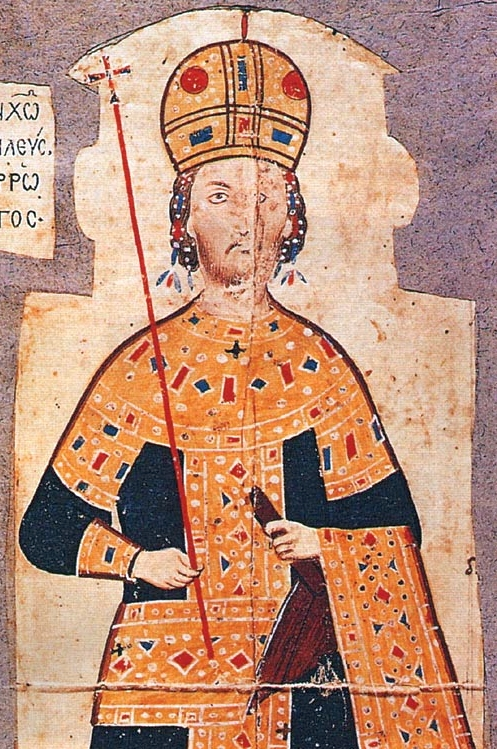
Miniatura de r.

Na primeira rodada da guerra civil entre avô e neto, Andrônico III foi bem-sucedido em garantir para si o reconhecimento como imperador júnior, com a Trácia tornando-se seu apanágio pessoal. Ao longo do conflito, Sinadeno estava entre os mais radicais e intransigentes apoiantes do jovem Andrônico, favorecendo a eventual deposição de Andrônico II. Durante o curso da guerra, Sinadeno derrotou as forças leais sob Constantino Asen, e na rodada final da guerra civil, em 1327-1328, serviu como governador da Trácia. Como mais e mais localidades vindo sob controle de Andrônico III, incluindo a segundo cidade mais importante do império, Salonica, Teodoro junto com Cantacuzeno instou-o a marchar contra Constantinopla e depor completamente seu avô. Na noite de 13 de maio de 1328, os três lideraram o exército através dum portão após subornarem seu guarda, tomando posição na capital imperial sem resistência. Andrônico II foi forçado a resignar ao trono e retirar-se para um mosteiro, com seu neto sucedendo-lhe como imperador único. Por seus serviços, Sinadeno foi promovido a protoestrator em algum momento durante a guerra civil, talvez tão cedo quando 1321.
Depois da guerra, Teodoro Sinadeno foi recompensado com o governo de Constantinopla, Apocauco tornou-se chefe do secretariado imperial, Cantacuzeno permaneceu o principal conselheiro de Andrônico III como grande doméstico, e Sirgianes foi nomeado governador de Salonica. Em torno de 1330, Sinadeno foi enviado como governador para Mesembria, enquanto em 1336, após Andrônico III e João Cantacuzeno anexarem o Epiro, tornou-se seu governador. No final de 1338, contudo, uma revolta eclodiu no Epiro em favor de Nicéforo II Orsini (r. 1335-1338; 1356-1359), o último descendente da dinastia epirota reinante. Sinadeno foi tomado cativo na capital rebelde em Arta, e permaneceu prisioneiro até 1340, quando Andrônico III e Cantacuzeno fizeram campanha contra os rebeldes e recuperaram a região. João Ângelo, um parente de Cantacuzeno, foi instalado como o novo governador, enquanto Sinadeno foi movido para o governo de Salonica.

### Guerra civil renovada e morte

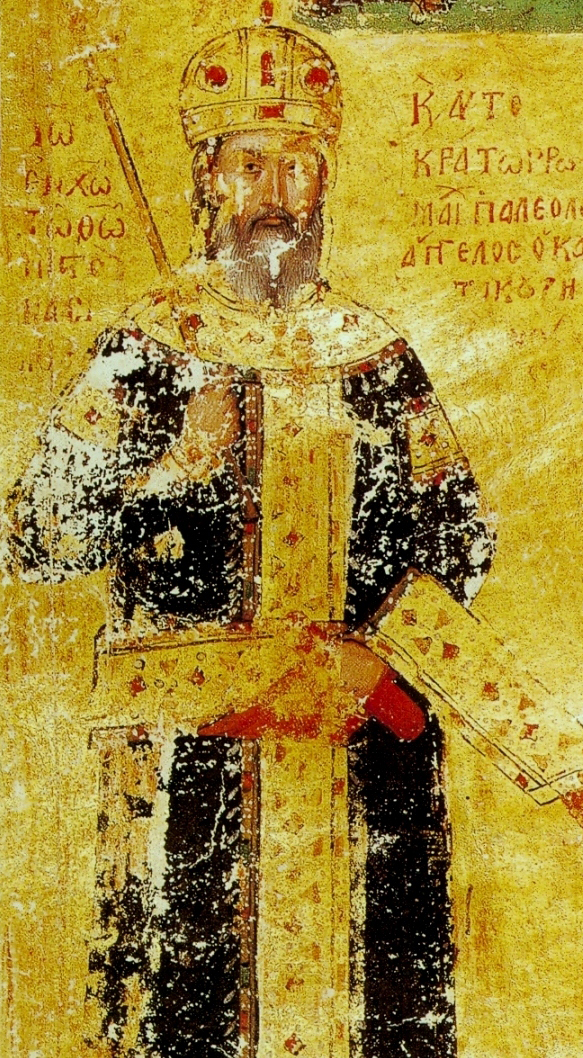
Miniatura de r.

Em junho de 1341, Andrônico III morreu subitamente, e uma luta pelo poder desenvolveu-se entre Cantacuzeno, que inicialmente assumiu os poderes de regência sobre João V Paleólogo (r. 1341-1376; 1379-1391), o filho menor de idade de Andrônico, e uma poderosa facção em torno do patriarca João XIV Calecas (1334–1347), a imperatriz-viúva Ana de Saboia (r. 1326–1341) e Aleixo Apocauco. A disputa logo tornou-se um conflito aberto quando o patriarca, a imperatriz e Apocauco substituíram Cantacuzeno como regente e prenderam sua família e apoiantes. Em resposta, Cantacuzeno proclamou-se imperador em Didimoteico em outubro. As notícias da proclamação de Cantacuzeno deflagaram uma onda de resistência popular através da Macedônia e Trácia. As pessoas comuns, empobrecidas pela aristocracia exploradora e super-poderosa, viram Cantacuzeno como um representante dos odiados aristocratas e reuniram-se em torno da legítima linhagem paleóloga, com uma a uma das cidades sendo capturadas em nome da regência constantinopolitana.
Salonica de início permaneceu tranquila, e Sinadeno contactou seu velho amigo Cantacuzeno com a intenção de render-lhe a cidade. Tal movimento poderia provar-se decisivo, pois, com seu controle, Cantacuzeno seria capaz de controlar a Macedônia, Tessália e Epiro. Em março de 1342, ele partiu de Didimoteico com seu exército em direção à cidade. Antes de chegar lá, contudo, Sinadeno foi derrubado e expulso pela rebelião liderada pela facção popular radical dos zelotes. Apocauco, com um frota, veio reforçar o novo regime, e um de seus filhos foi instalado como seu novo governador.
Removido de Salonica, com a causa de Cantacuzeno aparentemente em ruínas - ele foi logo forçado a procurar refúgio na corte do rei sérvio Estêvão Uresis IV (r. 1331–1346) - e com sua família retida em Constantinopla nas mãos da regência, Sinadeno entrou em termos com Apocauco. Foi recompensado com o alto posto de protovestiário, mas logo foi colocado sob virtual prisão domiciliar na capital. Lá ele morreu, privado de seu posto cortesão e considerável riqueza, no final de 1345 ou começo de 1346. Um ano depois, em fevereiro de 1347, Cantacuzeno entrou em Constantinopla como o vitorioso da guerra civil, que havia deixado o Estado bizantino em ruínas: seus recursos militares e humanos exaustos, mais da metade de seu território perdido, quebrado e endividado com estrangeiros, com uma população sem entusiasmo e cansada da guerra.

## Família
Teodoro Sinadeno foi um filho do grande estratopedarca João Sinadeno e sua esposa Teodoro Paleóloga, a sobrinha do imperador Miguel VIII Paleólogo (r. 1259–1282), e portanto um membro da mais alta aristocracia do Império Bizantino. Provavelmente tinha um irmão mais velho também chamado João, e ao menos uma irmã, Eufrósine. Em algum momento após 1320, Teodoro casou-se com Eudóxia Ducena Comnena Paleóloga Sinadena, e teve duas filhas:
- Teodora Comnena Ducena Raulena Paleóloga, que provavelmente casou-se com um membro da família Raul;
- Ana Comnena Ducena Paleóloga Sinadena, que casou-se com o cunhado de João Cantacuzeno, Manuel Comneno Raul Asen, filho de Andrônico Paleólogo Comneno Asen.[2]